# Motorola
Motorola, Inc. foi uma empresa de telecomunicações multinacional estadunidense fundada em 25 de setembro de 1928, baseada em Schaumburg, Illinois. Após ter perdido 4,3 bilhões de dólares entre 2007 e 2009, a empresa foi dividida em duas empresas públicas independentes, a Motorola Mobility e a Motorola Solutions em 4 de janeiro de 2011. A Motorola Solutions é considerada a sucessora direta da Motorola, Inc., sendo que a reorganização foi estruturada com a separação da Motorola Mobility da empresa.
A Motorola planejou e vendeu equipamentos de infraestrutura de redes sem fio como estações base transmissoras de celular e amplificadores de sinal. Os produtos domésticos e para redes de radiodifusão da Motorola incluíam set-top boxes, gravadores de vídeo digitais, e equipamento de rede usado para transmitir a transmissão de vídeo, telefonia por computador, e televisão de alta definição. Seus consumidores empresariais e governamentais consistem principalmente de sistemas de voz sem fio e de banda larga (usados para criar redes privadas), e sistemas de comunicações públicos seguros como o Astro e o Dimetra. Esses negócios hoje fazem parte da Motorola Solutions. A Google vendeu a Motorola Home (a antiga empresa de cabo General Instrument) para o Arris Group em 2012.
No dia 15 de agosto de 2011 foi anunciada a venda da Motorola Mobility para a Google por US$12,5 bilhões. Em 22 de maio de 2014, o CEO da Google Larry Page anunciou a venda da Motorola Mobility para a empresa chinesa Lenovo, por cerca de U$3 bilhões. A venda foi finalizada em 30 de outubro de 2014.

## História

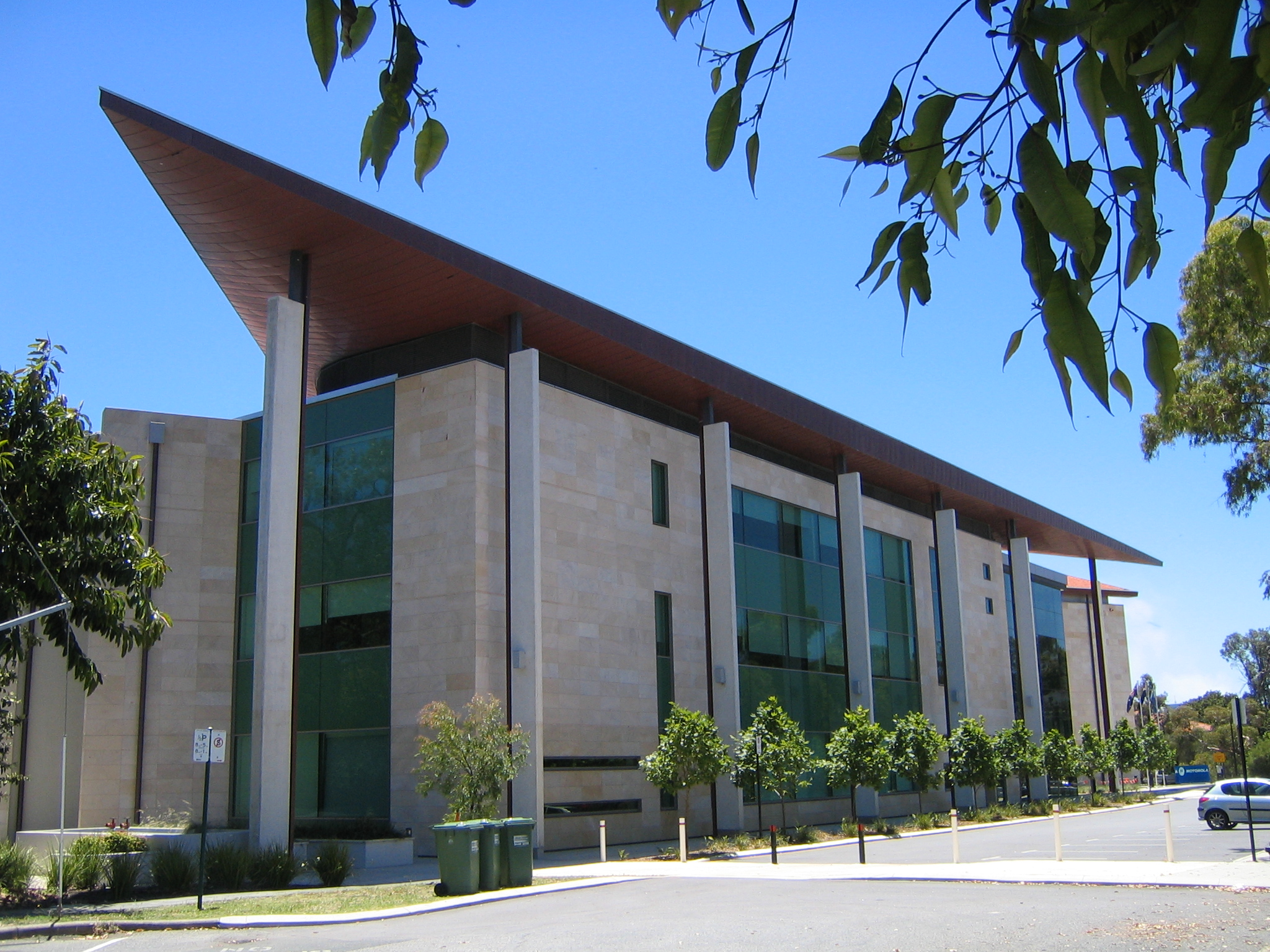
Sede da Motorola na Austrália.

A Motorola iniciou suas atividades em Chicago, Illinois, como Galvin Manufacturing Corporation em 1928, quando os irmãos Paul V. Galvin e Joseph E. Galvin compraram o projeto e o maquinário da falida empresa Stewart Battery Company, especializada na fabricação de eliminadores de bateria.
Os primeiros produtos fabricados pela Motorola foram eliminadores de bateria (aparelhos destinados a radios movidos a bateria a funcionarem com o uso de eletricidade doméstica). Devido aos avanços da tecnologia, os eliminadores de bateria tornaram-se rapidamente obsoletos. Paul Galvin tomou conhecimento de que alguns técnicos em rádio instalavam esses aparelhos em automóveis. Desafiou, então, seus técnicos a fazer um projeto de autorrádio que fosse de preço baixo e que pudesse ser instalado na maioria dos automóveis. Sua equipe foi bem sucedida e Galvin pôde apresentar, em junho de 1930, um modelo de rádio automotivo na Convenção da Radio Manufacturers Association, realizada em Atlantic City, Nova Jérsia. Ele levou de volta a Chicago número suficiente de encomendas que pudessem manter a empresa nesse ramo de negócios.
Para identificar o novo produto da empresa, Paul Galvin criou o nome Motorola, juntando a palavra "motor" (de automotor) com o sufixo "ola". Esse sufixo era popular à época, formando nomes conhecidos, como Moviola, radiola, vitrola etc. A empresa vendeu seu primeiro rádio automotivo com a marca Motorola ainda no mês de junho de 1930.
A marca Motorola tornou-se tão conhecida que a Galvin Manufacturing Corporation decidiu alterar seu nome para Motorola, Inc. em 1947. A empresa é baseada em Schaumburg, Illinois, um subúrbio de Chicago.
A Motorola no ano de 1930 começou a vender receptores de rádio em carros para departamentos de polícia. A empresa foi pioneira em apresentar ao mercado um rádio FM direcional portátil, usado pelo exército americano durante a II Guerra Mundial.

### Pós II Guerra Mundial
No ano de 1944, a Motorola começou a produzir rádios transmissores para taxistas, o primeiro sistema de comunicações FM comercial dos Estados Unidos.
Em 1956, Robert W. Galvin filho de Paul V. Galvin, fundador da empresa, torna-se presidente da Motorola Inc., após a morte de seu pai em 1959, Bob assumiu total liderança da empresa, logo em 1958 a empresa lançou o Motrac, o primeiro rádio bidirecional veicular do mundo com receptor e fornecimento de energia transistorizado. Seu baixo consumo de energia permitia que o rádio funcionasse sem precisar ligar o motor do veículo.

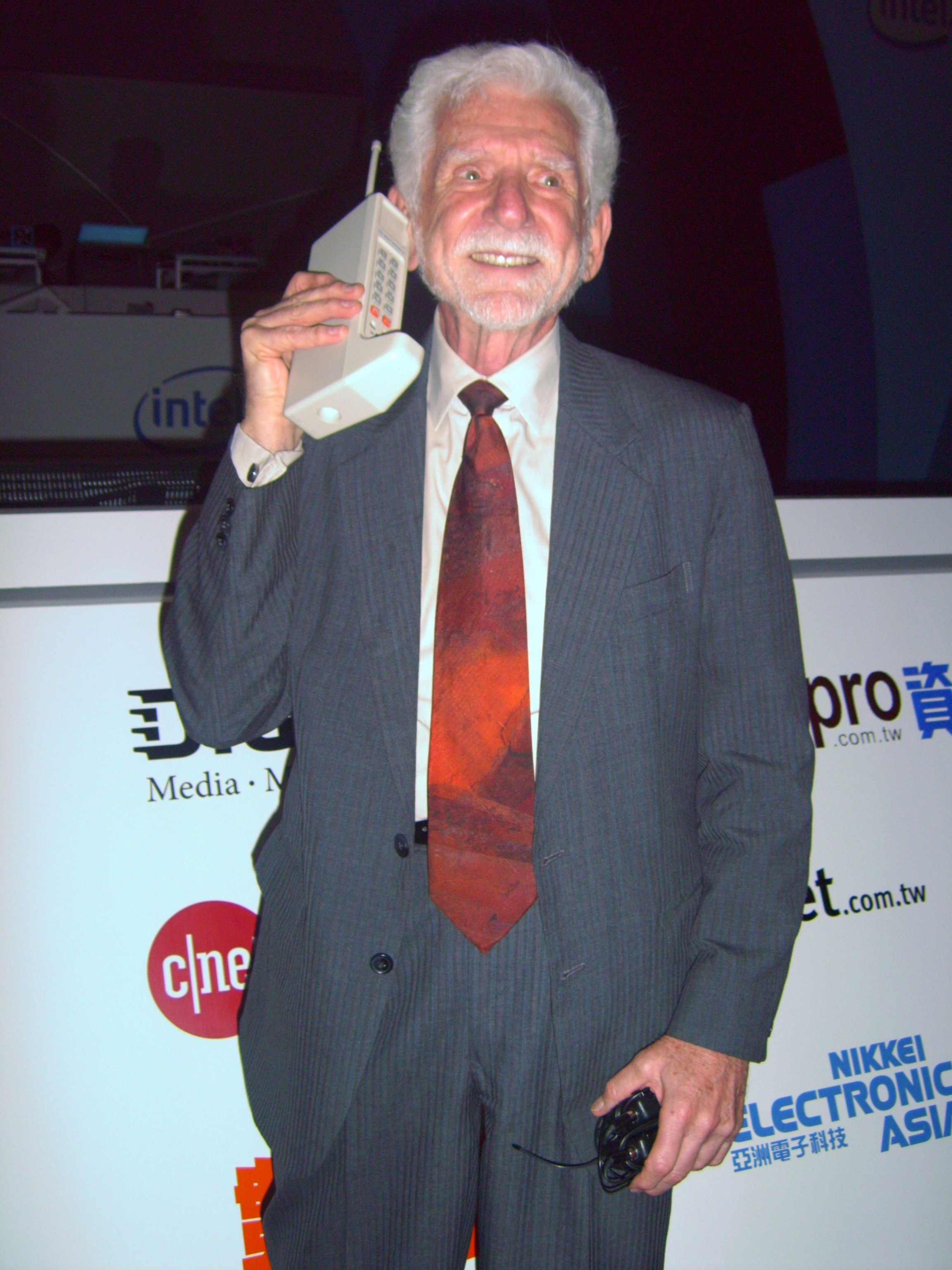
Dr. Martin Cooper da Motorola fez a primeira chamada móvel portátil privado de telefone em um modelo de protótipo maior, em 1973. Esta foto é uma reconstituição feita em 2007.

 Em 1969, Neil Armstrong direto da Lua, utilizando um aparelho de telecomunicações da Motorola, transmitiu-se as primeiras palavras da Lua à Terra durante a missão Apollo 11.
Em 1973, a companhia teve seu passo mais importante ao lançar um dispositivo móvel para comunicações voltado para o consumo pessoal, o telefone celular, pouco tempo depois em 1977, foi colocado em teste um sistema radiotelefônico chamado de “celular”. Após diversos estudos, a Motorola começou a ficar mais envolvida no ramo de celulares, por volta de 1996 a Motorola desenvolveu o StarTAC, um celular mais leve e menor.
Em 1974, a Motorola apresentou seu primeiro microprocessador, o 8-bit MC6800, utilizado em aplicações de jogos, computação e vídeo automotivos.
Em 1976 Motorola mudou sua sede para Schaumburg, Illinois.
Em 1997, é lançado o Trans European Trunked Radio, e começou a operar em alguns aeroportos da Noruega.
Em 2004 a Motorola ganha uma Medalha Nacional de Tecnologia "por mais de 75 anos de avanço tecnológico".

## Atualmente
Atualmente a Motorola produz telefones celulares e tablets com o sistema operacional Android com destaque para os celulares da linha Motorola Razr, e os tablets Motorola Xoom e Motorola Xoom 2. Depois de ser comprada pela Google, em agosto de 2013 a empresa lança seu primeiro smartphone após ser adquirida pela empresa: o Moto X, com uma tela de 4,7 polegadas, Android 4.3 Jelly Bean. O aparelho surpreendeu graças a seus comandos de voz e ótimo custo benefício. Após o sucesso do Moto X, a empresa lança um celular intermediário Moto G, com tela de 4,5 polegadas e Android 4.3 Jelly Bean.
O smartphone foi um sucesso para a companhia, o que levou a lançar o Moto E, smartphone de baixo custo com tela de 4,3 polegadas e com Android 4.4.
Em 2014 a empresa lançou as novas versões do Moto X e Moto G e apresentou o Moto Maxx, aparelho top de linha mais robusto do que o Moto X. Com tela de 5,2 polegadas e bateria de boa autonomia.
Em janeiro de 2014, a Lenovo adquiriu a Motorola Mobility da Google por US$ 2,91 bilhões. A transação foi sujeita a aprovação de órgãos reguladores nos EUA e China. Desde que a transação foi finalizada, a Google tem uma participação de 6% na Lenovo por US$ 750 milhões. Em outubro de 2014 a Lenovo concluiu a aquisição da Motorola.
Em Julho de 2015, a Motorola lança a nova geração de smartphones, que conta com o Moto G3, Moto X Play, Moto X Style e o Moto X Force com sua tecnologia que promete uma tela "inquebrável".
Em Junho de 2016, a Motorola lança o Moto G4 com três variações. O Moto G4, o Moto G4 Plus (que tem um leitor de impressões digitais) e o Moto G4 Play (O mais simples da atual família G). Ainda com planos para o ano de 2016, a Lenovo-Motorola pretende lançar smartphones da linha Z (Moto Z, Moto Z Force, Moto Z Play).
Em fevereiro de 2017, durante a Mobile World Congress, em Barcelona, a Motorola também trouxe de volta a campanha "Hello Moto", usada inicialmente durante o lançamento do icônico celular de flip da Motorola. Dessa vez, a Hello Moto de 2017 foi usada para divulgar os smartphones Moto G5 e Moto G5 Plus, que são bastante similares ao G4.